# Jarosław Szoda
Jarosław Szoda (ur. 15 października 1962 w Warszawie) – polski operator filmowy i reżyser filmowy.
Laureat Nagrody za zdjęcia na Festiwalu Polskich Filmów Fabularnych w Gdyni i nominowany do Polskiej Nagrody Filmowej, Orzeł w kategorii najlepsze zdjęcia. Nagradzany za realizacje teledysków na Festiwalu Polskich Wideoklipów Yach Film oraz laureat Nagrody Muzycznej „Fryderyk” za teledysk roku.

## Filmografia

### Autor zdjęć
- Gwiazda Piołun (1988)
- Seszele (1990)
- Wszystko co najważniejsze... (1992)
- Egzekutor (1999)
- Czas surferów (2005)
- Wszystko będzie dobrze (2007)
- Handlarz cudów (2009)

### Reżyser
- Handlarz cudów (2009)

## Nagrody i nominacje
- 1992 – Nagroda za zdjęcia do filmu Wszystko co najważniejsze... na Festiwalu Polskich Filmów Fabularnych w Gdyni
- 1999 – III nagroda Festiwalu Polskich Wideoklipów Yach Film za teledysk Prawy do lewego Kayah i Gorana Bregovica
- 2000 – Nagroda Muzyczna „Fryderyk” 1999 za najlepszy teledysk – Prawy do lewego Kayah i Gorana Bregovica
- 2000 – nominacja do Polskiej Nagrody Filmowej, Orzeł za zdjęcia do filmu Egzekutor
- 2001 – nagroda Festiwalu Polskich Wideoklipów Yach Film za reżyserię teledysku Embracacao Kayah i Cesárii Évory
- 2003 – Grand Prix Festiwalu Polskich Wideoklipów Yach Film za teledysk Testosteron Kayah
- 2009 – Nagroda Krytyków Chicagowskich na Festiwalu Filmu Polskiego w Ameryce za „znakomite zdjęcia i walory wizualne” dla filmu Handlarz cudów
- 2009 – Nagroda Publiczności dla filmu Handlarz cudów na Przeglądzie Polskich Filmów Fabularnych w Koninie